# 6.ª etapa de la Vuelta a España 2020
La 6.ª etapa de la Vuelta a España 2020 tuvo lugar el 25 de octubre de 2020 entre Biescas y Aramón Formigal sobre un recorrido de 146,4 km y fue ganada por el español Ion Izagirre del equipo Astana. El ecuatoriano Richard Carapaz del equipo INEOS Grenadiers se convirtió en el nuevo líder de la carrera antes de la primera jornada de descanso.
Inicialmente se tenía programado que la etapa finalizara en el Col du Tourmalet en Francia sobre un recorrido de 136,6 km, pero debido al estado de emergencia sanitaria decretado en Francia por la crisis del coronavirus su recorrido fue cambiado.

## Clasificación de la etapa
| \| Clasificación de la etapa \| Clasificación de la etapa \| Clasificación de la etapa \| Clasificación de la etapa \| Clasificación de la etapa \| \| Ciclista \| Ciclista \| Equipo \| Tiempo \| \| \| ------------------------- \| ------------------------- \| ------------------------- \| ------------------------- \| ------------------------- \| \| 1.º \| Ion Izagirre \| Astana \| 3 h 41 min 00 s \| \| \| 2.º \| Michael Woods \| EF Pro Cycling \| + 25 s \| \| \| 3.º \| Rui Alberto Costa \| UAE Team Emirates \| + 25 s \| \| \| 4.º \| Robert Power \| Team Sunweb \| + 27 s \| \| \| 5.º \| Michael Valgren \| NTT Pro Cycling \| + 27 s \| \| \| 6.º \| Guillaume Martin \| Cofidis \| + 27 s \| \| \| 7.º \| Mattia Cattaneo \| Deceuninck-Quick Step \| + 38 s \| \| \| 8.º \| Hugh Carthy \| EF Pro Cycling \| + 48 s \| \| \| 9.º \| Gorka Izagirre \| Astana \| + 53 s \| \| \| 10.º \| Sergio Luis Henao \| UAE Team Emirates \| + 55 s \| \| |                   |                       |                 |
| |                   |                       |                 |
| Fuente: ProCyclingStats |                   |                       |                 |
| Clasificación de la etapa |                   |                       |                 |
| Ciclista | Ciclista          | Equipo                | Tiempo          |
| 1.º | Ion Izagirre      | Astana                | 3 h 41 min 00 s |
| 2.º | Michael Woods     | EF Pro Cycling        | + 25 s          |
| 3.º | Rui Alberto Costa | UAE Team Emirates     | + 25 s          |
| 4.º | Robert Power      | Team Sunweb           | + 27 s          |
| 5.º | Michael Valgren   | NTT Pro Cycling       | + 27 s          |
| 6.º | Guillaume Martin  | Cofidis               | + 27 s          |
| 7.º | Mattia Cattaneo   | Deceuninck-Quick Step | + 38 s          |
| 8.º | Hugh Carthy       | EF Pro Cycling        | + 48 s          |
| 9.º | Gorka Izagirre    | Astana                | + 53 s          |
| 10.º | Sergio Luis Henao | UAE Team Emirates     | + 55 s          |

## Clasificaciones al final de la etapa

### Clasificación general
| \| Clasificación general \| Clasificación general \| Clasificación general \| Clasificación general \| Clasificación general \| \| Ciclista \| Ciclista \| Equipo \| Tiempo \| \| \| --------------------- \| --------------------- \| ---------------------- \| --------------------- \| --------------------- \| \| 1.º \| Richard Carapaz \| Ineos Grenadiers \| 24 h 34 min 39 s \| \| \| 2.º \| Hugh Carthy \| EF Pro Cycling \| + 18 s \| \| \| 3.º \| Daniel Martin \| Israel Start-Up Nation \| + 20 s \| \| \| 4.º \| Primož Roglič \| Jumbo-Visma \| + 30 s \| \| \| 5.º \| Enric Mas \| Movistar Team \| + 1 min 07 s \| \| \| 6.º \| Felix Großschartner \| Bora-Hansgrohe \| + 1 min 30 s \| \| \| 7.º \| Marc Soler \| Movistar Team \| + 1 min 42 s \| \| \| 8.º \| Esteban Chaves \| Mitchelton-Scott \| + 2 min 02 s \| \| \| 9.º \| David de la Cruz \| UAE Team Emirates \| + 2 min 46 s \| \| \| 10.º \| Alejandro Valverde \| Movistar Team \| + 3 min 00 s \| \| |                     |                        |                  |
| |                     |                        |                  |
| Fuente: ProCyclingStats |                     |                        |                  |
| Clasificación general |                     |                        |                  |
| Ciclista | Ciclista            | Equipo                 | Tiempo           |
| 1.º | Richard Carapaz     | Ineos Grenadiers       | 24 h 34 min 39 s |
| 2.º | Hugh Carthy         | EF Pro Cycling         | + 18 s           |
| 3.º | Daniel Martin       | Israel Start-Up Nation | + 20 s           |
| 4.º | Primož Roglič       | Jumbo-Visma            | + 30 s           |
| 5.º | Enric Mas           | Movistar Team          | + 1 min 07 s     |
| 6.º | Felix Großschartner | Bora-Hansgrohe         | + 1 min 30 s     |
| 7.º | Marc Soler          | Movistar Team          | + 1 min 42 s     |
| 8.º | Esteban Chaves      | Mitchelton-Scott       | + 2 min 02 s     |
| 9.º | David de la Cruz    | UAE Team Emirates      | + 2 min 46 s     |
| 10.º | Alejandro Valverde  | Movistar Team          | + 3 min 00 s     |

### Clasificación por puntos
| Clasificación por puntos | Clasificación por puntos | Clasificación por puntos | Clasificación por puntos | Clasificación por puntos |
| Ciclista                 | Ciclista                 | Equipo                   | Puntos                   |                          |
| ------------------------ | ------------------------ | ------------------------ | ------------------------ | ------------------------ |
| 1.º                      | Primož Roglič            | Jumbo-Visma              | 79 pts                   |                          |
| 2.º                      | Richard Carapaz          | Ineos Grenadiers         | 61 pts                   |                          |
| 3.º                      | Daniel Martin            | Israel Start-Up Nation   | 57 pts                   |                          |
| 4.º                      | Guillaume Martin         | Cofidis                  | 36 pts                   |                          |
| 5.º                      | Hugh Carthy              | EF Pro Cycling           | 33 pts                   |                          |
| 6.º                      | Enric Mas                | Movistar Team            | 33 pts                   |                          |
| 7.º                      | Felix Großschartner      | Bora-Hansgrohe           | 33 pts                   |                          |
| 8.º                      | Marc Soler               | Movistar Team            | 29 pts                   |                          |
| 9.º                      | Tim Wellens              | Lotto-Soudal             | 26 pts                   |                          |
| 10.º                     | Sepp Kuss                | Jumbo-Visma              | 26 pts                   |                          |

### Clasificación de la montaña
| Clasificación de la montaña | Clasificación de la montaña | Clasificación de la montaña | Clasificación de la montaña | Clasificación de la montaña |
| Ciclista                    | Ciclista                    | Equipo                      | Puntos                      |                             |
| --------------------------- | --------------------------- | --------------------------- | --------------------------- | --------------------------- |
| 1.º                         | Tim Wellens                 | Lotto-Soudal                | 19 pts                      |                             |
| 2.º                         | Richard Carapaz             | Ineos Grenadiers            | 18 pts                      |                             |
| 3.º                         | Daniel Martin               | Israel Start-Up Nation      | 16 pts                      |                             |
| 4.º                         | Guillaume Martin            | Cofidis                     | 15 pts                      |                             |
| 5.º                         | Sepp Kuss                   | Jumbo-Visma                 | 14 pts                      |                             |
| 6.º                         | Ion Izagirre                | Astana                      | 11 pts                      |                             |
| 7.º                         | Primož Roglič               | Jumbo-Visma                 | 7 pts                       |                             |
| 8.º                         | Quentin Jauregui            | AG2R La Mondiale            | 6 pts                       |                             |
| 9.º                         | Enric Mas                   | Movistar Team               | 6 pts                       |                             |
| 10.º                        | Alejandro Valverde          | Movistar Team               | 6 pts                       |                             |

### Clasificación de los jóvenes
| Clasificación del mejor joven | Clasificación del mejor joven | Clasificación del mejor joven | Clasificación del mejor joven | Clasificación del mejor joven |
| Ciclista                      | Ciclista                      | Equipo                        | Tiempo                        |                               |
| ----------------------------- | ----------------------------- | ----------------------------- | ----------------------------- | ----------------------------- |
| 1.º                           | Enric Mas                     | Movistar Team                 | 24 h 35 min 46 s              |                               |
| 2.º                           | David Gaudu                   | Groupama-FDJ                  | + 2 min 40 s                  |                               |
| 3.º                           | Aleksandr Vlásov              | Astana                        | + 5 min 27 s                  |                               |
| 4.º                           | Kobe Goossens                 | Lotto-Soudal                  | + 12 min 36 s                 |                               |
| 5.º                           | Georg Zimmermann              | CCC Team                      | + 12 min 54 s                 |                               |
| 6.º                           | William Barta                 | CCC Team                      | + 14 min 06 s                 |                               |
| 7.º                           | Iván Ramiro Sosa              | Ineos Grenadiers              | + 17 min 26 s                 |                               |
| 8.º                           | Andrea Bagioli                | Deceuninck-Quick Step         | + 17 min 54 s                 |                               |
| 9.º                           | Juan Pedro López              | Trek-Segafredo                | + 20 min 41 s                 |                               |
| 10.º                          | Clément Champoussin           | AG2R La Mondiale              | + 22 min 34 s                 |                               |

### Clasificación por equipos
| Clasificación por equipos | Clasificación por equipos | Clasificación por equipos | Clasificación por equipos |
| Equipo                    | Equipo                    | Tiempo                    |                           |
| ------------------------- | ------------------------- | ------------------------- | ------------------------- |
| 1.º                       | Movistar Team             | 73 h 49 min 56 s          |                           |
| 2.º                       | UAE Team Emirates         | + 3 min 37 s              |                           |
| 3.º                       | Jumbo-Visma               | + 8 min 09 s              |                           |
| 4.º                       | Astana                    | + 10 min 06 s             |                           |
| 5.º                       | Mitchelton-Scott          | + 24 min 18 s             |                           |
| 6.º                       | Ineos Grenadiers          | + 35 min 13 s             |                           |
| 7.º                       | Cofidis                   | + 39 min 21 s             |                           |
| 8.º                       | Trek-Segafredo            | + 41 min 52 s             |                           |
| 9.º                       | Groupama-FDJ              | + 53 min 30 s             |                           |
| 10.º                      | Deceuninck-Quick Step     | + 1 h 01 min 31 s         |                           |

## Abandonos
- Fernando Barceló no tomó la salida tras sufrir una taquicardia durante la etapa anterior.[3]